# Кювилье-Флёри, Альфред-Огюст
Альфред Огюст Кювилье-Флёри (фр. Alfred-Auguste Cuvillier-Fleury; 1802—1887) — французский писатель, член Французской академии; был воспитателем герцога Омальского. С 1834 становится деятельным сотрудником «Journal des Débats». Всю жизнь был ревностным орлеанистом. Многие его статьи собраны в книгах: «Portraits politiques et révolutionnaires», «Études historiques et littéraires», «Historiens, poètes et romanicers», «Études et portraits» и др.